# Liudmila Vipirailo
Liudmila Oleksàndrivna Vipirailo (Людмила Олександрівна Випирайло) (Simferòpol, 19 de juliol de 1979) va ser una ciclista ucraïnesa que es va especialitzar en pista.

## Palmarès
- 2004
  - Campiona d'Europa en Òmnium Endurance

### Resultats a laCopa del Món
- 2003
  - 1a a Moscou, en Scratch
- 2004-2005
  - 1a a la Classificació general, en Persecució
  - 1a a Moscou, en Puntuació